# Oques Grasses
Oques Grasses (en français, Oies Grasses) est un groupe musical espagnol en langue catalane créé en 2010 à Roda de Ter, comarque d'Osona, province de Barcelone. Son genre musical est varié, mais il s'inscrit particulièrement dans le reggae-pop.

## Membres
Le groupe est formé par sept membres, la plupart ayant étudié à l'École Supérieure de Musique de Catalogne, excepté le chanteur, Josep Montero, et le bassiste, Guillem Realp.

## Discographie
- Un dia no sé com (Un jour je ne sais pas comment - 2012)
- Digue-n'hi com vulguis (Appelle-le comme tu veux - 2014)
- You Poni (2016)
- Fans del sol (Fans du soleil - 2019)
- La gent que estimo (Les gens que j'aime - 2021)